# NGC 6574
NGC 6574 (ook: NGC 6610) is een balkspiraalstelsel in het sterrenbeeld Hercules. Het hemelobject werd op 9 juli 1863 ontdekt door de Duitse astronoom Albert Marth.

## Synoniemen
- IRAS 18095+1458
- UGC 11144
- ZWG 113.26
- MCG 2-46-10
- ZWG 84.24
- PGC 61536